# Flagge Dschibutis
Die Flagge Dschibutis wurde erstmals am 27. Juni 1977 gehisst, als Dschibuti seine Unabhängigkeit vom französischen Mutterland erhielt.

## Beschreibung und Bedeutung
Die Flagge besteht aus zwei gleich großen horizontalen Streifen: oben helles Blau und unten helles Grün. Unterbrochen werden die Streifen am linken Rand durch ein weißes gleichschenkliges Dreieck, in dem ein roter fünfzackiger Stern dargestellt ist.
Das helle Blau ist die traditionelle Farbe der (somalischen) Issa, Grün repräsentiert die traditionelle Farbe der (einst streng islamischen) Afar. (Oben Hellblau und unten Grün soll bereits die Flagge des ehemaligen Afar-Sultanats Raheita gebildet haben.) Das weiße Dreieck steht für Frieden und der rote Stern symbolisiert die Einheit der fünf Distrikte. Die Farben können auch als Symbole für die Erde (grün), das Meer und den Himmel (blau) sowie für Frieden (weiß) gedeutet werden. Hellblau ist aber auch in der Flagge Somalias enthalten und Grün gilt allgemein als Farbe des Islam.